# Версилия
Версилия (на италиански: Versilia) е краибрежен район на провинция Лука, на северозападна Тоскана. Това е известно крайбрежие и се състои от известни летни курорти.

## География
Версилия е известен ваканционен район и най-важният ѝ център е Виареджо. Районът се простира от границата с провинцията Пиза на юг (село Торе дел Лаго Пучини и езеро Масачуколи) до границата с провинцията Маса и Карара на север. Най-важните ѝ градове са: Виареджо, Лидо ди Камайоре (в община Камайоре), Марина ди Пиетрасанта (в община Пиетрасанта) и Форте дей Марми. Обаче общината Монтиньозо, в провинция Маса-Карара, може да е включена във Версиля.
Районът граничи на запад с лигурското море, чийто бряг се простира от границата с Лигурия до град Пьомбино (в провинция Ливорно).

## Административно деление
Версилия е под управлението на провинция Лука, и включва 7 общини:
- Виареджо
- Камайоре
- Масароза
- Пиетрасанта
- Серавеца
- Стацема
- Форте дей Марми

## История
През времето на старите римляни Версилия е голямо блато между Пиза и Маса и Апуанските алпи.

## Климат
| Месец                                     | Яну | Фев | Мар | Апр | Май | Юни | Юли | Авг | Сет | Окт | Ное | Дек | Год. |
| ----------------------------------------- | --- | --- | --- | --- | --- | --- | --- | --- | --- | --- | --- | --- | ---- |
| Средна максимална дневна температура (°C) | 10  | 12  | 14  | 17  | 21  | 25  | 31  | 29  | 24  | 21  | 14  | 12  | 19   |
| Средна минимална дневна температура (°C)  | 2   | 4   | 5   | 8   | 13  | 15  | 19  | 18  | 15  | 11  | 7   | 4   | 10,2 |
| Валежи (mm)                               | 109 | 100 | 99  | 92  | 79  | 48  | 25  | 52  | 76  | 133 | 140 | 118 | 1071 |